# Speothos
Speothos este un gen de mamifere din familia Canidae, din care face parte câinele de tufiș⁠(d), un canid cu abilități bune de înot.